# DeMarcus Nelson
DeMarcus Nelson (Oakland, Kalifornija, 2. studenog 1985.) je američki profesionalni košarkaš. Igra na poziciji bek šutera, a trenutačno je član srbijanskog kluba Crvena zvezda. Bio je član NBA momčadi Golden State Warriorsa i Chicago Bullsa.

## Sveučilišna karijera
Igrao je na slavnom sveučilištu Duke. Ondje je proveo četiri sezone, a u zadnjoj sezoni ih je predvodio kao kapetan. 

## Profesionalna karijera
Nakon sveučilišne karijere 2007. odlučio je izaći na NBA draft, ali nije izabran od strane nijednog NBA kluba. Usprkos tome 9. rujna 2009. potpisuj za Warriorse i ubrzo postaje prvi nedraftirani novak u povijesti NBA koji je započeo prvu utakmicu u prvoj petorci. Nakon nekoliko odigranih utakmica, odlazi u razvojnu NBDL ligu igrati za Bakersfield Jam. Ponovo je bio pozvan u Warriorse, ali ubrzo opet je otpušten od strane kluba kako bi se napravilo mjesta za novog igrača u sastavu, Jermareoa Davidsona. Bio je veoma blizu dolaska u hrvatski Zagreb CO, međutim uprava kluba odlučila se za domaće igrače. Bio je u momčadi Bullsa tijekom NBA Ljetne lige u Las Vegasu 2009., ali je kasnije otpušten. Nakon konstantnih selidbi po raznim klubovima, Nelosn se odlučio preseliti u Europu i zaigrati za talijanski Air Avellino. U rujnu 2012. potpisuje jednogodišnji ugovor s Crvenom zvezdom, a u lipnju 2013. produžuje ugovor na još jednu sezonu i postaje prvi strani igrač koji je ostao u klubu dvije godine.

## Vanjske poveznice
- Profil na Goduke.com
- Profil  Arhivirana inačica izvorne stranice od 1. veljače 2009. (Wayback Machine) na Draftexpress.com
- Profil na NBA.com